# Mariental, Germania
Mariental este o comună (Gemeinde) din landul Saxonia Inferioară, Germania.

## Monumente
- Mănăstirea Mariental, mănăstire din secolul al XIII-lea